# Liste bekannter Indogermanisten
Die Liste bekannter Indogermanisten verzeichnet ausgewiesene Gelehrte auf dem Gebiet der Indogermanistik (englisch: Indo-European Studies oder Comparative Philology).

## A
- Francisco Rodríguez Adrados
- Hermann Ammann
- Helmut Arntz

## B
- Alfred Bammesberger
- Christian Bartholomae
- Friedrich Bechtel
- Robert S. P. Beekes
- Theodor Benfey
- Émile Benveniste
- Nils Berg
- Patrizia de Bernardo Stempel
- Otto von Böhtlingk
- Franz Bopp
- Gino Bottiglioni
- Karl Brugmann
- Milan Budimir

## C
- James Clackson
- Johan Corthals
- Warren Cowgill
- Georg Curtius

## D
- Albert Debrunner
- Berthold Delbrück
- Éric Dieu
- Myles Dillon
- George Dunkel

## E
- Heiner Eichner
- Robert Elsie
- Wolfram Euler

## F
- August Fick
- Bernhard Forssman
- Ernst Fraenkel
- Henri Frei
- Hjalmar Frisk

## G
- Johan Hendrik Gallée
- Tamas Gamqrelidse
- Wilhelm Geiger
- Georgios K. Giannakis
- Jost Gippert
- Gaspare Gorresio
- Hermann Graßmann
- Theodor von Grienberger
- George Abraham Grierson
- Jacob Grimm
- Hermann Güntert

## H
- Claus Haebler
- Johann Georg von Hahn
- Ivo Hajnal
- Olaf Hansen
- Wilhelm Havers
- Frank Heidermanns
- Ludwig Heller
- Gustav Herbig
- Heinrich Hettrich
- Rolf Hiersche
- Jörundur Hilmarsson
- Hermann Hirt
- Albert Höfer
- Erich Hoffmann
- Karl Hoffmann
- Otto Hoffmann
- Georg Holzer
- Geoffrey Horrocks

## I
- Gheorghe Ivănescu
- Wjatscheslaw Iwanow

## J
- Hans Jensen
- Michael Job
- Norbert Jokl
- William Jones

## K
- Franz Kielhorn
- John Tyrell Killen
- Gert Klingenschmitt
- Daniel Kölligan
- Hans Krahe
- Paul Kretschmer
- Martin Joachim Kümmel
- Adalbert Kuhn
- Ernst Kuhn
- Franciscus Bernardus Jacobus Kuiper
- Jerzy Kuryłowicz

## L
- Salomon Lefmann
- Winfred P. Lehmann
- August Leskien
- Alex Leukart
- Manu Leumann
- Alexander Lubotsky
- Heinrich Lüders

## M
- James Patrick Mallory
- George Perkins Marsh
- Carl Marstrander
- Manfred Mayrhofer
- Wolfgang Meid
- Michael Meier-Brügger
- Antoine Meillet
- Torsten Meißner
- Elard Hugo Meyer
- Gustav Meyer
- Kuno Meyer
- Franz Misteli
- Anna Morpurgo Davies

## N
- Günter Neumann

## O
- Hermann Osthoff

## P
- Leonard Robert Palmer
- Holger Pedersen
- Christian Tobias Petersen
- Herbert Petersson
- Robert Plath
- Julius Pokorny
- Edgar Charles Polomé
- Walter Porzig
- August Friedrich Pott
- Jaan Puhvel
- Ernst Pulgram

## R
- Rasmus Christian Rask
- Jens Elmegård Rasmussen
- Rudolf von Raumer
- Ernst Risch
- Helmut Rix

## S
- Ivan Sag
- Hans-Jürgen Sasse
- Ferdinand de Saussure
- Wilhelm Scherer
- Jochem Schindler
- Friedrich Schlegel
- August Schleicher
- Bernfried Schlerath
- Wolfgang P. Schmid
- Johannes Schmidt
- Josef Schmidt
- Karl Horst Schmidt
- Rüdiger Schmitt
- Robert Schmitt-Brandt
- Reinhard Schmoeckel
- Friedrich Otto Schrader
- Otto Schrader
- Roland Schuhmann
- Wilhelm Schulze
- Eduard Schwyzer
- Barend Sijmons
- Friedrich Slotty
- Felix Solmsen
- Georg Renatus Solta
- Ferdinand Johann Sommer
- Kurt Stegmann von Pritzwald
- Friedrich Stolz
- Wilhelm Streitberg
- Klaus Strunk
- Oswald Szemerényi

## T
- Emilio Teza
- Eva Tichy
- Johann Tischler
- Wladimir Nikolajewitsch Toporow

## U
- Jürgen Untermann

## V
- Karl Verner

## W
- Rudolf Wachter
- Jacob Wackernagel
- Alois Walde
- Calvert Watkins
- Joshua Whatmough
- William Dwight Whitney
- Andreas Willi
- Ernst Windisch
- Werner Winter
- Frederik Christiaan Woudhuizen
- Walther Wüst

## Z
- Ladislav Zgusta
- Stefan Zimmer